# Doug Gilmour
Douglas Robert „Doug“ Gilmour (* 25. Juni 1963 in Kingston, Ontario) ist ein ehemaliger kanadischer Eishockeyspieler und -trainer sowie derzeitiger -funktionär, der im Verlauf seiner aktiven Karriere zwischen 1983 und 2003 unter anderem 1656 Spiele für die St. Louis Blues, Calgary Flames, Toronto Maple Leafs, New Jersey Devils, Chicago Blackhawks, Buffalo Sabres und Canadiens de Montréal in der National Hockey League auf der Position des Centers bestritten hat. Seinen größten Karriereerfolg feierte Gilmour, der im Jahr 2011 in die Hockey Hall of Fame aufgenommen wurde, in Diensten der Calgary Flames mit dem Gewinn des Stanley Cups 1989. Seit 2017 arbeitet er als Präsident der Kingston Frontenacs aus der Ontario Hockey League.

## Karriere
Gilmour hatte eine herausragende Juniorenkarriere bei den Cornwall Royals. Die NHL schätzte sein Potential für die Liga nicht so gut ein, und so wurde er beim NHL Entry Draft 1982 erst in der siebten Runde als 134. ausgewählt. Die St. Louis Blues hatten sich die Rechte an ihm gesichert und konnten sich in der folgenden Saison erfreuen, als er in Cornwall zu weiterer Höchstleistung auflief. Im Sommer 1983 absolvierte er ein Probetraining bei der Düsseldorfer EG als Alternative für den Russen Wiktor Netschajew, erhielt dann aber einen Vertrag bei den Blues.
In der Saison 1983/84 zeigte er all denen, die ihn beim Draft nicht beachtet hatten, was ihnen entgangen war. Die ersten drei Saisons schaffte er immer über 50 Punkte. 1987 durchbrach er zum ersten Mal die 100-Punkte-Marke und war mit 105 Punkten unter den Top 5 der Liga.
Nach der Saison 1987/88 gab es Probleme im privaten Umfeld. Behauptungen des 14-jährigen Kindermädchens der Gilmours standen im Raum und so trennten sich die Blues vorschnell von ihrem Star. So folgten nach fünf Jahren in St. Louis dreieinhalb erfolgreiche Jahre mit den Calgary Flames. Hier gewann er in seiner ersten Saison den Stanley Cup und steuerte im letzten Spiel der Finalserie gegen die Canadiens de Montréal den entscheidenden Treffer bei.
Anfang 1992 holten die Toronto Maple Leafs Gilmour in einem großen Tauschgeschäft zusammen mit Rick Wamsley und Jamie Macoun aus Calgary, um das traditionsreiche Team wieder an die Spitze der Liga zu führen und er erfüllte die Erwartungen. Die Saison 1992/93 war nicht nur Gilmours beste Saison, es war mit 127 Punkten auch die beste Saison, die je ein Spieler im Trikot der Leafs gespielt hatte. Gleichzeitig wurde er als bester defensiver Stürmer der Liga ausgezeichnet. Für den ganz großen Wurf reichte es jedoch nicht, im Conference-Finale unterlagen die Leafs den Los Angeles Kings um Wayne Gretzky in sieben Spielen. Nach Ende des Streiks zur Saison 1994/95 und einem Abstecher in die Schweiz nach Rapperswil zu den heutigen Rapperswil-Jona Lakers wurde er Kapitän der Maple Leafs.
Kurz vor Saisonende wurde er 1997 an die New Jersey Devils abgegeben und nach einer weiteren Saison dort, ging seine Reise weiter zu den Chicago Blackhawks. Mit den Hawks durfte er das letzte Spiel im Maple Leaf Gardens bestreiten und er war es, der in diesem Spiel das letzte Tor erzielte. Weitere Stationen waren dann noch die Buffalo Sabres und die Canadiens de Montréal.
Nachdem sich die Gerüchte um ein Karriereende Gilmours häuften, gab es eine gute Nachricht für die Fans in Toronto. Zur Trading Deadline 2003 wechselte er zurück zu den Leafs. Am 13. März 2003 trat er wieder im Trikot der Maple Leafs an, verletzte sich aber in diesem Spiel, so dass es sein letztes NHL-Spiel bleiben sollte. Nachdem er für die folgende Saison kein Angebot der Leafs mehr erhalten hatte, gab er am 8. September 2003 seinen Rücktritt bekannt.
Im September 2006 gaben die Maple Leafs bekannt, dass Gilmour als Berater der Vereinsführung in sportlichen Fragen angestellt wurde. In der Saison 2008/09 war er zunächst als Assistenztrainer bei den Toronto Marlies in der American Hockey League aktiv, bevor Gilmour im November 2008 ein Angebot der Kingston Frontenacs aus der Ontario Hockey League annahm, um dort den zuletzt erfolglosen Larry Mavety in der Funktion als Cheftrainer abzulösen. Diese Position hatte der Kanadier bis zum Saisonende 2010/11 inne. Zur folgenden Spielzeit wurde er bei den Kingston Frontenacs als General Manager tätig, während Todd Gill den Cheftrainerposten übernahm.
2011 wurde er mit der Aufnahme in die Hockey Hall of Fame geehrt.

## Erfolge und Auszeichnungen
| - 1981 Coupe-du-Président-Gewinn mit den Cornwall Royals - 1981 Memorial-Cup-Gewinn mit den Cornwall Royals - 1983 Eddie Powers Memorial Trophy - 1983 Red Tilson Trophy - 1983 OHL First All-Star Team | - 1989 Stanley-Cup-Gewinn mit den Calgary Flames - 1993 Teilnahme am NHL All-Star Game - 1993 Frank J. Selke Trophy - 1994 Teilnahme am NHL All-Star Game - 2011 Aufnahme in die Hockey Hall of Fame |

### International
- 1987 Goldmedaille beim Canada Cup

## Franchise-Rekorde
- 95 Vorlagen in einer Saison bei den Toronto Maple Leafs (1992/93)
- 127 Punkte in einer Saison bei den Toronto Maple Leafs (32 Tore + 95 Vorlagen; 1992/93)

## Karrierestatistik

### International
Vertrat Kanada bei:
- Junioren-Weltmeisterschaft 1981
- Canada Cup 1987
- Weltmeisterschaft 1990

(Legende zur Spielerstatistik: Sp oder GP = absolvierte Spiele; T oder G = erzielte Tore; V oder A = erzielte Assists; Pkt oder Pts = erzielte Scorerpunkte; SM oder PIM = erhaltene Strafminuten; +/− = Plus/Minus-Bilanz; PP = erzielte Überzahltore; SH = erzielte Unterzahltore; GW = erzielte Siegtore; 1 Play-downs/Relegation; Kursiv: Statistik nicht vollständig)